# Бзыбь (село)

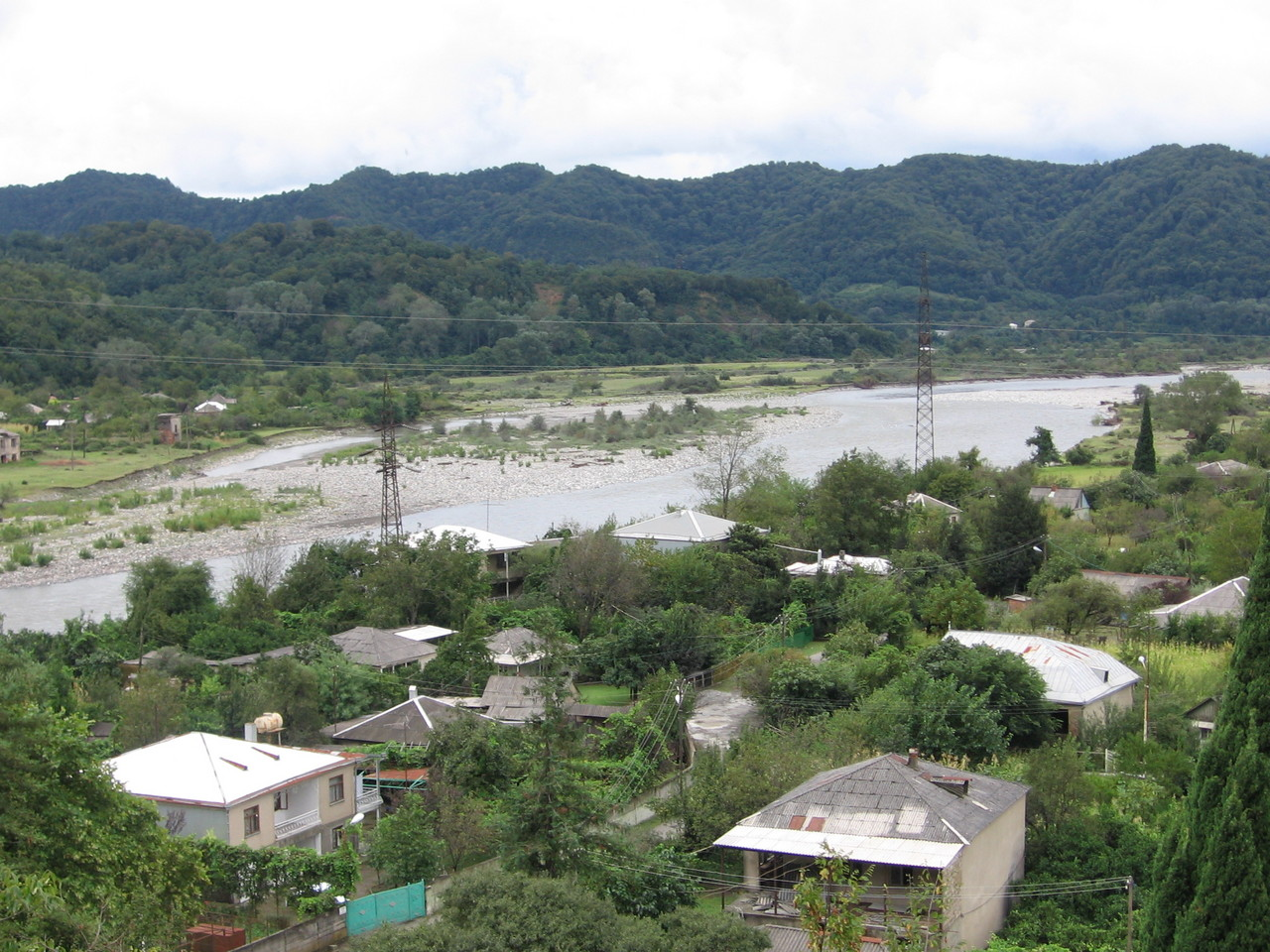

Бзыбь (абх. Бзыҧ, груз. ბზიფი [Бзипи]) — село в Абхазии, в Гагрском районе частично признанной Республики Абхазия, согласно административному делению Грузии — в Гагрском муниципалитете Абхазской Автономной Республики, на правом берегу реки Бзып, от которой и получило своё название. Подчинено посёлку городского типа Бзыбта/Бзыбскому сельсовету, центром которого оно и является.

## Население
По данным переписи 1959 года в селе Бзыбь жило 767 человек, большинство которых составляли абхазы, грузины, армяне (в Бзыбском сельсовете всего — 3917 жителей, в основном абхазы, а также армяне и грузины). К 1989 году в селе Бзыбь проживало 1811 человек, преобладали в основном грузины, абхазы и армяне

## Топографическая карта
- Гагра-Пицунда Карта K-37-033 1 : 100 000.
- Лист карты K-37-XI. Масштаб: 1 : 200 000. Издание 1979 г.